# تشينو سميث
تشينو سميث (بالإنجليزية: Chino Smith)‏ هو لاعب كرة قاعدة أمريكي، ولد في 1903 في غرينوود في الولايات المتحدة، وتوفي في 16 يناير 1932 في نيويورك في الولايات المتحدة.